# Ràdio Libreville
Radio Libreville és una emissora de ràdio amb seu a Libreville, la capital de Gabon. L'emissora va tenir un paper important políticament a Gabon durant els anys 60 i 70 i va ser el sistema de comunicació de l'estat amb la nació.

## Cop d'estat de 1964
Part de l'exèrcit i de la policia gabonesa, que es van autodenominar «comitè revolucionari», van ocupar llocs estratègics com l'aeroport, l'oficina de correus i l'emissora de ràdio Ràdio Libreville. Va ser en aquesta ràdio en què els militars van anunciar que s'havia produït un cop d'estat i que necessitaven «assistència tècnica». Van emetre declaracions radiofòniques, cada mitja hora, en les quals prometien que «es restablirien les llibertats públiques i s'alliberarien tots els presos polítics» i van ordenar als francesos que no interferissin en l'assumpte, al·legant que seria una violació de la seva sobirania. A més, van decretar el tancament d'escoles i negocis. M'ba va reconèixer la seva derrota en una emissió de ràdio, seguint les ordres dels seus captors. Va dir: «el Dia D ha arribat, les injustícies han anat massa enllà, aquest poble és pacient, però la seva paciència s'ha esgotat... ha arribat al límit.»
Després de la intervenció francesa, sol·licitada pel govern de M'ba, es va anunciar a través de la mateixa emissora la rendició de les forces rebels.